# حلق بي إلى القمر
حلق بي إلى القمر (بالإنجليزية: Fly Me to the Moon)‏ هي سلسلة مانغا يابانية من تأليف كينغيرو هاتا تنشر على مجلة شونن سندي الأسبوعية منذ فبراير 2018.تم عمل مسلسل أنمي مقتبس من المانغا من إنتاج سفين آركز وتم عرضه في ديسمبر 2020. تم عرض هذا الإنمي مرة أخري في عام 2023 و تم إنتاج ثلاثة أوفا من girls high school edition و يمكنك مشاهدة النسخ الأصلية في الموقع الرسمي